# Спиртова промисловість

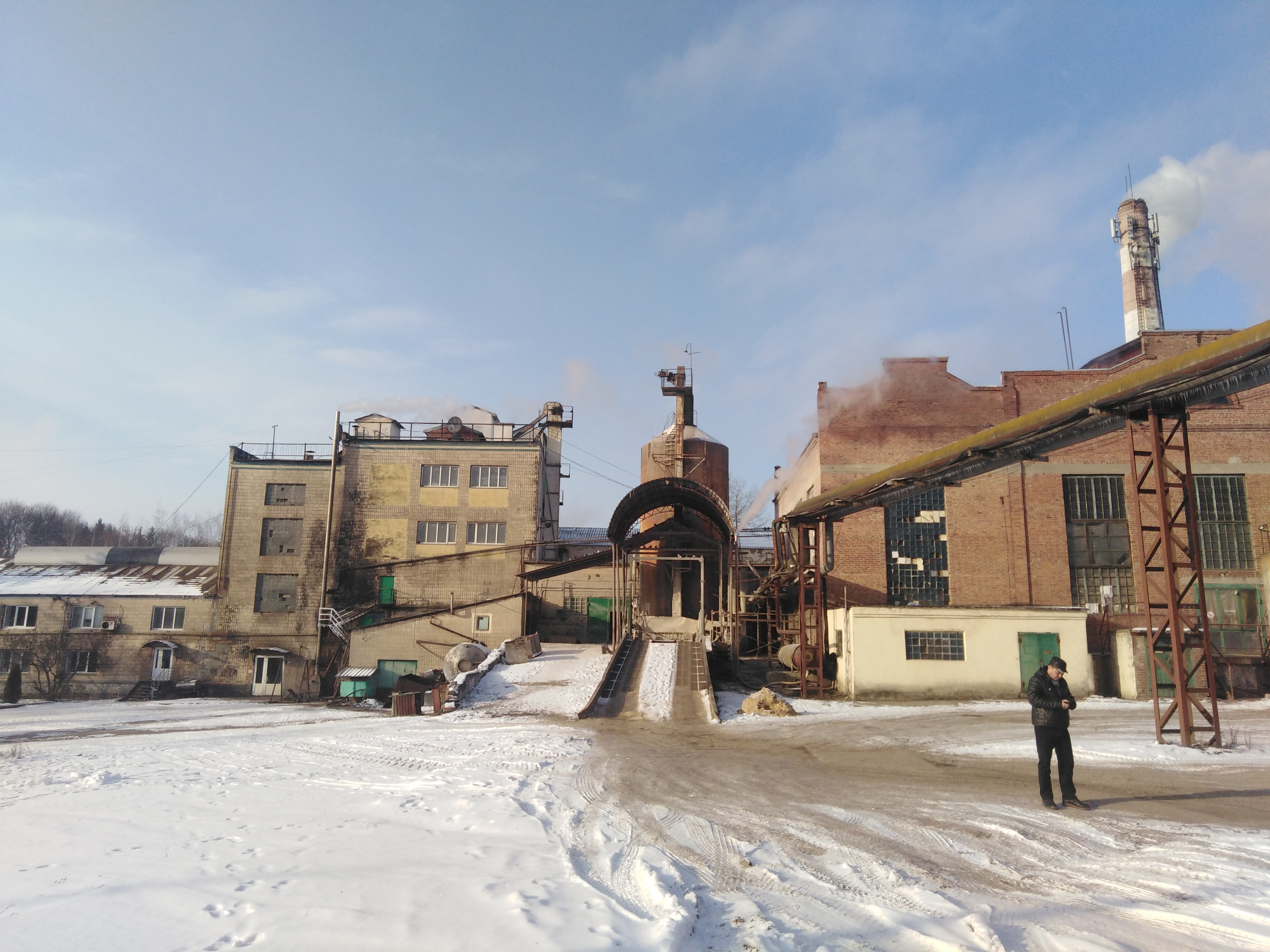
Караванський спиртовий завод

Спиртова промисловість (давніше — ґуральництво, винокуріння, винокурна промисловість) — галузь харчової промисловості, що виробляє етиловий (винний) спирт-сирець і спирт-ректифікат з харчової сировини (зерна, картоплі, меляси тощо). Спирт застосовують у лікерно-горілчаному виробництві, для зміцнення вин, у парфумерно-косметичній і кондитерській промисловості, для виготовлення оцту, а також у вітамінному виробництві, у медицині й техніці. На спиртових заводах одержують хлібопекарські й кормові дріжджі, рідку вуглекислоту, кормові вітаміни тощо.

## Історія
Виробництво спиртних напоїв способом бродіння цукристих та крохмалевих речовин було відоме з давніх часів. В Європі вперше в Італії (11 ст.).[джерело?] Винний спирт вживався на початку як лік («життєва вода»), з 14 ст. як п'янкий напій.